# Irrsinn (Roman)
Irrsinn (Originaltitel: Velocity, deutsch: Geschwindigkeit) ist ein Roman des amerikanischen Bestsellerautors Dean Koontz, welcher erstmals 2005 in den USA veröffentlicht wurde. Die deutsche Übersetzung von Bernhard Kleinschmidt wurde erstmals im Jahre 2007 veröffentlicht.

## Handlung
Seitdem die Verlobte des Barkeepers Billy Wiles nach einer Lebensmittelvergiftung im Wachkoma liegt, führt dieser ein einfaches und langweiliges Leben. Obwohl er durch eine Entschädigung finanziell abgesichert ist, jobbt er tagsüber in einer Kneipe.
Eines Tages entdeckt Billy nach der Arbeit einen Zettel an seiner Windschutzscheibe, auf dem er aufgefordert wird zu entscheiden, ob eine „hübsche blonde Lehrerin“ oder eine „ältere Frau“ umgebracht wird. Der Autor der Nachricht kündigt an, dass er die Entscheidung, wer getötet wird, davon abhängig macht, ob Billy mit der Nachricht zur Polizei geht oder nicht.
Billy entscheidet sich, den Polizisten Lanny Olsen um Rat zu fragen, welcher zu seinem spärlichen Freundeskreis gehört.
Am darauf folgenden Tag verbreitet sich tatsächlich die Nachricht, dass eine junge Lehrerin brutal getötet wurde. Zudem erhält Billy eine weitere Nachricht. Wieder soll er über Leben oder Tod von zwei Menschen entscheiden.
Lanny Olson bittet sich Zeit aus, um über den Fall nachzudenken. Als Billy klar wird, dass die Beschreibung eines der potentiellen Opfer auf seinen Freund passt, hat der Killer Lanny Olsen bereits getötet.
Die beiden Opfer bleiben nicht die einzigen. Der Täter nimmt nun persönlich Kontakt zu Billy auf. Er gelangt häufig in sein Haus und überfällt ihn in seinem Auto und verletzt ihn schwer.
Nun rückt Billy gar in das Blickfeld der Polizei, der er sich die ganze Zeit über nicht anvertraut, da er in seiner Jugend ein traumatisches Erlebnis zu verkraften hatte. Nachdem er seine Eltern bei einem heftigen Streit überrascht hatte, bei dem sein Vater seine Mutter schwer verletzt hatte, tötete er seinen Vater aus Notwehr. Anschließend erschoss er auch seine Mutter, um sie von ihren Leiden zu erlösen. Anschließend wollte ihn ein junger Polizist unbedingt als Täter überführen, der seine Eltern hinterlistig ermordet hat.
Immer näher rückt Billy dem Täter auf die Spur. Bei seiner Suche muss Billy ständig Leichen, Spuren und andere Indizien verschwinden lassen, um die Polizei nicht weiter auf sich aufmerksam zu machen.
Schließlich kann Billy am Ende die Identität des Psychopathen herausfinden. Es handelt sich um den berühmten Künstler Valis, der am Ort des Geschehens eine Skulptur errichtet und seine Morde als eine Art Kunst versteht. Mittäter ist Billys Kollege Steve Zillis aus der Bar, den die Hauptperson schon früher verdächtigt und brutal ausgefragt hatte. Billy gelingt es, Zillis daran zu hindern, seine Verlobte Barbara zu entführen, und tötet ihn anschließend.
Zu guter Letzt schafft Billy es, Valis zu überwältigen, und tötet diesen ebenfalls.

## Besonderheiten
Immer wieder kommen Billy in schwierigen Situation tiefgreifende Worte in den Sinn. Diese entstammen vollständig dem Werk von T. S. Eliot.
Im Laufe der Geschichte schnappt Billy immer wieder Satzfragmente seiner im Wachkoma liegenden Verlobten auf. Er vermutet darin eine wichtige Nachricht. In Wirklichkeit sind es Zitate aus dem Werk Dombey und Sohn von Charles Dickens, dessen Geschichten Barbara viel und gerne gelesen hat.